# 光の螺旋律
『光の螺旋律（ひかりのらせんりつ）』は、2005年11月23日に発売されたkukuiのファーストミニアルバム。販売元はジェネオンエンタテインメント。

## 概要
- 1トラック目の「光の螺旋律」は、TVアニメ『ローゼンメイデントロイメント』のエンディングテーマ。
- 2トラック目の「現夢」は、同アニメの挿入歌。
- 3〜6トラックは、同アニメの劇中曲。ヴォイスアンサンブル。
- ジャケットは、ローゼンメイデンのキャラクター真紅を中央に、左右にそれぞれ金糸雀・薔薇水晶。ちなみに金糸雀も薔薇水晶も2期から登場したキャラクター。

## 収録曲
1. 光の螺旋律 [3分49秒]
作詞：霜月はるか / 作曲・編曲：myu
2. 現夢 [4分7秒]
作詞：霜月はるか / 作曲・編曲：myu
3. Atem [2分18秒]
作曲：myu
4. アルカナ [56秒]
作曲：myu
5. 白と赤 [1分28秒]
作曲：myu
6. Kamp [2分13秒]
作曲：myu
7. 光の螺旋律（off vocal） [3分49秒]
作曲：myu